# Coppa del Generalissimo 1956 (pallacanestro maschile)
La Coppa del Generalissimo 1956 è stata la 20ª Coppa del Generalissimo di pallacanestro maschile.

## Fase a gironi

### Gruppo I

#### Gruppo A
| Pos. | Squadra        | G | V | P | PF  | PS  | DP  | Pt | Qualificazione          |
| ---- | -------------- | - | - | - | --- | --- | --- | -- | ----------------------- |
| 1.   | Aism. Montcada | 2 | 2 | 0 | 156 | 70  | +86 | 4  | Fase finale             |
| 2.   | Femsa          | 2 | 1 | 1 | 99  | 119 | -20 | 3  |                         |
| 3.   | Club Alcázar   | 2 | 0 | 2 | 69  | 135 | -66 | 2  | Spareggio retrocessione |

#### Gruppo B
| Pos. | Squadra           | G | V | P | PF  | PS  | DP  | Pt | Qualificazione          |
| ---- | ----------------- | - | - | - | --- | --- | --- | -- | ----------------------- |
| 1.   | Joventut Badalona | 2 | 2 | 0 | 146 | 99  | +47 | 4  | Fase finale             |
| 2.   | Español FJ        | 2 | 1 | 1 | 103 | 115 | -12 | 3  |                         |
| 3.   | CN Helios         | 2 | 0 | 2 | 112 | 147 | -35 | 2  | Spareggio retrocessione |

### Gruppo II

#### Gruppo A
| Pos. | Squadra      | G | V | P | PF  | PS  | DP  | Pt | Qualificazione          |
| ---- | ------------ | - | - | - | --- | --- | --- | -- | ----------------------- |
| 1.   | Estudiantes  | 2 | 2 | 0 | 134 | 95  | +39 | 4  | Fase finale             |
| 2.   | EN Bazán     | 2 | 1 | 1 | 100 | 91  | +9  | 3  |                         |
| 3.   | GC Covadonga | 2 | 0 | 2 | 84  | 132 | -48 | 2  | Spareggio retrocessione |

#### Gruppo B
| Pos. | Squadra           | G | V | P | PF  | PS  | DP  | Pt | Qualificazione          |
| ---- | ----------------- | - | - | - | --- | --- | --- | -- | ----------------------- |
| 1.   | Real Madrid       | 3 | 3 | 0 | 219 | 130 | +89 | 6  | Fase finale             |
| 2.   | RCD Español       | 3 | 2 | 1 | 183 | 163 | +20 | 5  |                         |
| 3.   | Águilas de Bilbao | 3 | 1 | 2 | 156 | 176 | -20 | 4  |                         |
| 4.   | Águilas FJ        | 3 | 0 | 3 | 131 | 220 | -89 | 3  | Spareggio retrocessione |

## Spareggi

### Spareggio qualificazione
| Squadra 1      | Risultato | Squadra 2         |
| -------------- | --------- | ----------------- |
| Aism. Montcada | 53 - 51   | Joventut Badalona |
| Estudiantes    | 41 - 55   | Real Madrid       |

### Spareggio retrocessione
| Squadra 1    | Risultato | Squadra 2  |
| ------------ | --------- | ---------- |
| Club Alcázar | 29 - 72   | CN Helios  |
| GC Covadonga | 43 - 37   | Águilas FJ |

## Fase finale

### Tabellone
|  | Semifinali        | Semifinali        | Semifinali     |                |             | Finale             | Finale             | Finale             |  |
|  |                   |                   |                |                |             |                    |                    |                    |  |
|  | Real Madrid       | Real Madrid       | 73             |                |             |                    |                    |                    |  |
|  | Real Madrid       | Real Madrid       | 73             |                |             |                    |                    |                    |  |
|  | Joventut Badalona | Joventut Badalona | 63             |                |             |                    |                    |                    |  |
|  | Joventut Badalona | Joventut Badalona | 63             |                | Real Madrid | Real Madrid        | 59                 |                    |  |
|  |                   |                   |                |                | Real Madrid | Real Madrid        | 59                 |                    |  |
|  |                   |                   | Aism. Montcada | Aism. Montcada | 55          |                    |                    |                    |  |
|  | Aism. Montcada    | Aism. Montcada    | Aism. Montcada | Aism. Montcada | 55          | 66                 |                    |                    |  |
|  | Aism. Montcada    | Aism. Montcada    |                |                |             | 66                 |                    |                    |  |
|  | Estudiantes       | Estudiantes       | 51             |                |             | Finale terzo posto | Finale terzo posto | Finale terzo posto |  |
|  | Estudiantes       | Estudiantes       | 51             |                |             |                    |                    |                    |  |
|  |                   |                   |                |                |             |                    |                    |                    |  |
|  |                   |                   |                |                |             | Joventut Badalona  | Joventut Badalona  | 50                 |  |
|  |                   |                   |                |                |             | Joventut Badalona  | Joventut Badalona  | 50                 |  |
|  |                   |                   |                |                |             | Estudiantes        | Estudiantes        | 57                 |  |

## Finale
| Arbitri: | Luciano Sánchez Rivadeneyra |

|                      |            |                   |
| Hernández, Imedio 16 | Punti      | 21 A. Martínez    |
| Ignacio Pinedo       | Allenatori | Eduardo Kucharski |